# Gare de Pierre-Bénite
La gare de Pierre-Bénite est une gare ferroviaire française de la ligne de Moret - Veneux-les-Sablons à Lyon-Perrache. Elle est située sur le territoire de la commune de Oullins-Pierre-Bénite (Pierre-Bénite) dans la métropole de Lyon en région Auvergne-Rhône-Alpes.
C'est une halte voyageurs de la Société nationale des chemins de fer français (SNCF) desservie par des trains TER Auvergne-Rhône-Alpes qui effectuent des missions entre Lyon-Perrache et Firminy par la rive droite du Rhône.

## Situation ferroviaire
Établie à 164 m d'altitude, la gare de Pierre-Bénite est située au point kilométrique (PK) 553,558 de la ligne de Moret - Veneux-les-Sablons à Lyon-Perrache, entre les gares d’Irigny-Yvours et d'Oullins.

## Service des voyageurs

### Accueil
Cette halte SNCF est un point d'arrêt non géré (PANG) équipé de deux quais avec abris. Une passerelle permet le passage d'un quai à l'autre.

### Desserte
Pierre-Bénite est desservie par des trains TER Auvergne-Rhône-Alpes qui effectuent des missions entre Lyon-Perrache et Firminy.

### Intermodalité
Un parc pour les vélos et un parking y sont aménagés.